# Molina de Aragón (kommun)
Molina de Aragón är en kommun i Spanien.   Den ligger i provinsen Provincia de Guadalajara och regionen Kastilien-La Mancha, i den centrala delen av landet, 160 km öster om huvudstaden Madrid. Antalet invånare är 3 706.